# Jaysh al-Sha'bi
Al-Jaysh al-Sha'bi (in arabo الجيش الشعبي, ovvero "Esercito Popolare") è una milizia armata che sostiene il governo del presidente Bashar al-Assad nell'ambito degli eventi della guerra civile siriana. Composta principalmente da volontari civili alauiti e sciiti, opera in coordinamento con l'Esercito siriano.